# Alhassan Wakaso
Alhassan Wakaso (Tamale, 7 gennaio 1992) è un calciatore ghanese, centrocampista del Semen Padang.

## Biografia
Ha un fratello maggiore, Mubarak, anch'egli calciatore professionista.

## Carriera

### Club
Arriva in Portogallo a 19 anni, ingaggiato dalla Portimonense, con cui debutta in Segunda Liga il 28 ottobre 2010 nella sconfitta per 2-3 contro il CD Aves. Il primo gol arriva il 23 dicembre 2013, aprendo le marcature al 31' della sfida contro il Vitória Guimarães B vinta per 2-1.
Il 20 giugno 2013 firma per tre anni con il Rio Ave. Fa il suo esordio nella Primeira Liga il 18 agosto nella vittoria per 3-0 contro il Belenenses.

### Nazionale
Nel 2019 ha giocato una partita nella nazionale ghanese.